# Castillo de Doune
El castillo de Doune es una fortaleza medieval cerca de Doune, Escocia. Está ubicado en la desembocadura del arroyo Ardoch a su unión con el río Teith, a unos trece kilómetros al noroeste de Stirling. Investigaciones recientes han demostrado que el castillo de Doune fue originalmente construido en el siglo XIII, después seguramente dañado durante las Guerras de independencia de Escocia, para ser más tarde reconstruido en su forma actual a finales del siglo XIV por Roberto Estuardo, duque de Albany (c. 1340-1420), descendiente del rey Roberto II de Escocia y regente desde 1388 hasta su fallecimiento.
El fuerte de Roberto Estuardo ha permanecido inalterado y completo prácticamente desde su construcción. La propiedad del mismo se permutó a la corona en 1425, cuando el hijo de Roberto Estuardo fue asesinado, convertido en coto de caza para la monarquía y residencia de la viuda. A finales del siglo XVI, Doune pasó a ser propiedad de los condes de Moray. El castillo fue partícipe en las Guerras de los Tres Reinos y en el alzamiento de Glencairn a mediados del siglo XVII, además de los levantamientos jacobitas de los siglos XVII y XVIII. En 1800 el castillo se encontraba abandonado, aunque se realizaron obras de restauración en 1880, antes de convertirse en propiedad del estado en el siglo XX. Actualmente Historic Environment Scotland se encarga de su gestión.

## Historia
La zona en la que el arroyo Ardoch se une al río Teith fue fortificado por el Imperio romano en el siglo I, aunque no se conserva ningún resto visible excavado. Algunas zanjas y terraplenes al sur del castillo actual sugieren la construcción de un fuerte anterior, debido a que Doune, derivado del gaélico dùn, significa «fortaleza». Las primeras evidencias arqueológicas del castillo corresponden al siglo XIII, aunque su estructura actual corresponde al período más creativo y productivo de la arquitectura medieval escocesa, entre 1375 y 1425, cuando se construyeron y remodelaron numerosos castillos, entre ellos Dirleton y Tantallon en Lothian, y Bothwell en Lanarkshire.

### Roberto Estuardo

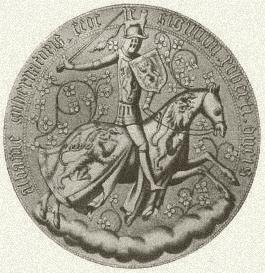
Sello de Roberto Estuardo, duque de Albany y promotor del castillo en el.

En 1361, Roberto Estuardo (c. 1340-1420), hijo del monarca Roberto II de Escocia (r. 1371-1390) y hermano del rey Roberto III (r. 1390-1406), fue nombrado conde de Menteith y le fueron entregadas las tierras en las que se encuentra el castillo de Doune. La fortaleza probablemente fue construida en esta época y fue completado parcialmente en 1381, cuando se firmó un fuero aquí. Roberto Estuardo fue nombrado regente del reino en 1388 por su anciano padre y continuó ejerciendo el poder hasta el reinado de su enfermizo hermano. Fue nombrado duque de Albany en 1398. En 1406, el sucesor de Roberto III, Jacobo I, fue capturado por los ingleses y Roberto Estuardo volvió a convertirse en regente. Tras este evento, los numerosos fueros firmados en Doune sugieren que se convirtió en su residencia favorita.

### Lugar de retiro monárquico

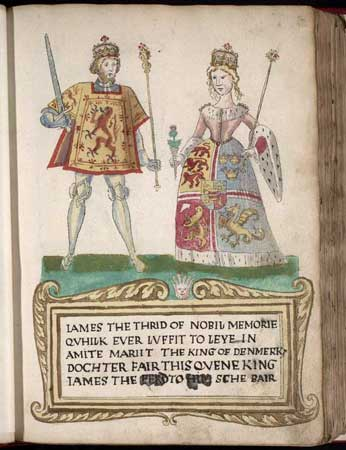
Jacobo III y su esposa Margarita de Dinamarca, quien pasó su viudez en el castillo de Doune.

Roberto Estuardo falleció en 1420, y Doune, el ducado de Albany y la regencia fueron traspasados a su hijo Murdoch (1362-1425). El rescate de Jacobo I finalmente fue abonado a los ingleses y el monarca regresó en 1424, volviendo a recuperar el control de su reino. El duque y sus dos hijos fueron encarcelados por traición y fueron ejecutados en mayo de 1425. El castillo de Doune se convirtió en propiedad de la corona, siendo gestionado por un capitán o guardián, y se convirtió en lugar de retiro y coto de caza para los monarcas escoceses. Asimismo, se convirtió en residencia de las viudas María de Güeldres (1434-1463), Margarita de Dinamarca (1456-1486) y Margarita Tudor (1489-1541), las reinas consortes de Jacobo II, Jacobo III y Jacobo IV respectivamente.
En marzo de 1500, antes de contraer matrimonio con Margarita Tudor, Jacobo IV entregó el castillo de Doune y sus terrenos en Menteith a su amante Janet Kennedy. En 1528, Margarita Tudor, convertida en regente de Escocia debido a la minoría de edad de su hijo Jacobo V, contrajo matrimonio con Enrique Estuardo, I señor de Methven, descendiente de Roberto Estuardo. Su hermano, Jacobo Estuardo (1513-1554) fue nombrado capitán del castillo de Doune, y el hijo de Jacobo, también llamado Jacobo, fue nombrado señor de Doune en 1570. Debido al matrimonio del segundo señor con la condesa de Moray en 1580, el castillo pasó a ser propiedad de los condes de Moray hasta el siglo XX.
María I de Escocia (r. 1542-1567) pernoctó en Doune en varias ocasiones, ocupando las estancias sobre la cocina. Doune se mostró partidaria de las fuerzas leales a María durante la breve guerra civil que conllevó su abdicación en 1567, aunque la guarnición se rindió al regente, Mateo Estuardo, IV conde de Lennox, en 1570, tras tres jornadas de bloqueo. George Buchanan y Duncan Nairn, sheriff de Stirling, presidió la tortura e interrogación al mensajero John Moon, quien fue apresado llevando correspondencia a María I el 4 de octubre de 1570.
El monarca Jacobo VI visitó Doune en una ocasión, mientras que en 1581 autorizó el gasto de 300 libras en remodelaciones y mejoras, obras realizadas por el maestro Michael Ewing bajo la supervisión de Robert Drummond de Carnock, maestro de obras de la Corona en Escocia. En 1593 se descubrió una conjura contra Jacobo, aunque el rey sorprendió a los conspiradores, incluyendo a los condes de Montrose y Gowrie, en el castillo de Doune.

### Cárcel

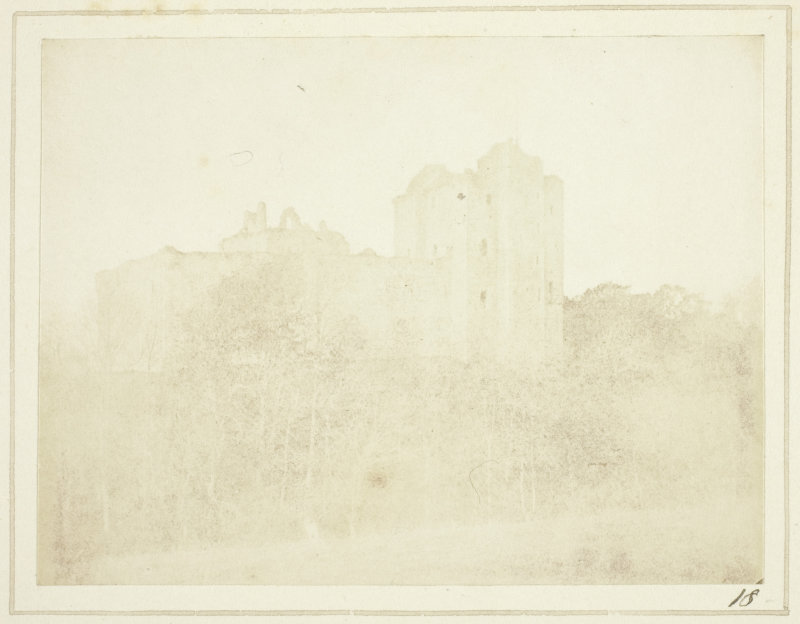
Fotografía del castillo de Doune en 1844 por Henry Fox Talbot.

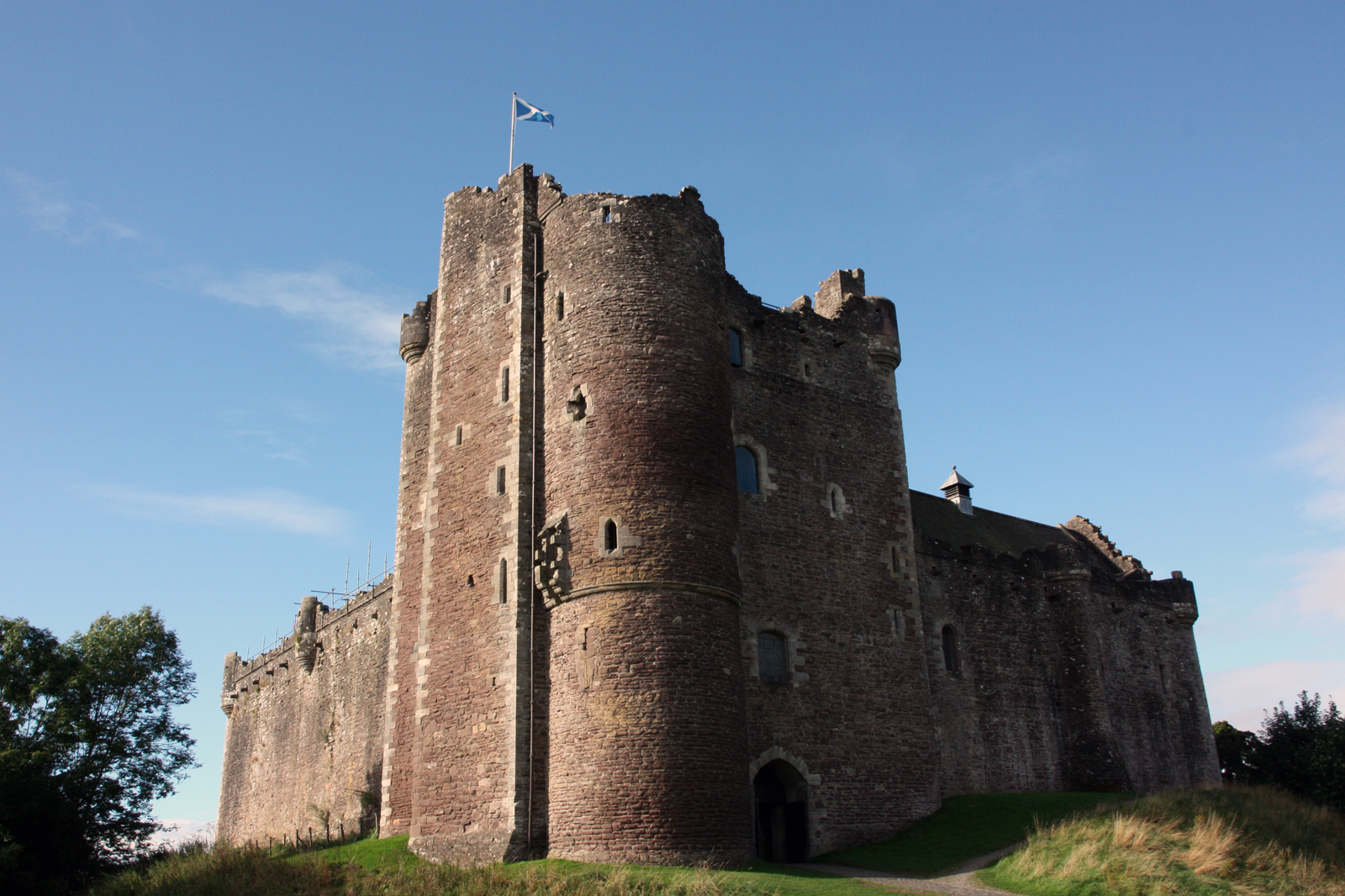
El castillo en la actualidad.

En 1607 el ministro John Munro de Tain, un disidente contra los planes religiosos de Jacobo VI, fue encarcelado junto a otro ministro en Doune, aunque consiguió escapar con la ayuda del condestable del castillo, quien fue más tarde encarcelado por socorrer a los disidentes. El realista James Graham, I marqués de Montrose ocupó el castillo de Doune en 1645, durante las Guerras de los Tres Reinos. En 1654, durante el alzamiento de Glencairn contra la ocupación de Escocia por Oliver Cromwell, tuvo lugar una escaramuza entre los realistas de Mungo Murray y los republicanos de Tobias Bridge. Durante la rebelión jacobita de 1689 de Bonnie Dundee, el castillo se convirtió en sede de las fuerzas gubernamentales, siendo restaurado, y participando de nuevo contra la rebelión jacobita de 1715. Finalmente, durante la última rebelión jacobita de 1745, el castillo de Doune fue ocupado por Carlos Eduardo Estuardo y sus seguidores jacobitas de las Highlands. Fue utilizado como prisión para las tropas gubernamentales capturadas en la batalla de Falkirk. Varios prisioneros, encerrados en las estancias sobre la cocina, escaparon atando sábanas desde la ventana; entre ellos se encontraba el autor John Home y el ministro John Witherspoon, quien más tarde se trasladó a las colonias americanas y se convirtió en unos de los firmantes de la Declaración de Independencia de los Estados Unidos.

### Recuperación
El castillo comenzó a deteriorarse en el siglo XVIII y en 1800 se encontraba completamente en ruinas. En la década de 1880 Jorge Estuardo, XIV conde de Moray, comenzó a restaurar algunas zonas de la fortaleza. Se reemplazaron las techumbres de madera y se instaló nuevo mobiliario, incluyendo los tableros del salón del señor. Douglas Estuardo, XX conde de Moray, donó el castillo en 1984, cuando fue abierto al público, y actualmente es gestionado por la Historic Environment Scotland.

## El castillo en la ficción
El castillo de Doune aparece en numerosas obras literarias, incluyendo la balada del siglo XVII «The Bonny Earl of Murray», donde se relata el asesinato del II conde de Moray por el VI conde de Huntly en 1562. En la primera novela de Walter Scott, Waverley (1814), el protagonista Edward Waverley es trasladado al castillo de Doune por los jacobitas. La novela romántica de Scott describe la «estructura melancólica, pero pintoresca» con sus «torretas medio derruidas». El castillo fue escenario de la película histórica Ivanhoe de 1952, cuyos protagonistas eran Robert Taylor y Elizabeth Taylor. La adaptación de la BBC de Ivanhoe de 1996 también incluyeron grabaciones en Doune.
La película Los caballeros de la mesa cuadrada de 1975 obtuvo el permiso del señor Moray para grabar varias escenas en la fortaleza. 
El castillo fue utilizado para representar Invernalia en la primera temporada de la serie Juego de Tronos en 2011. Asimismo, también representa al ficticio castillo Leoch en la serie Outlander de 2014.